# 1973 (singolo)
1973 è un singolo del cantautore britannico James Blunt, pubblicato il 23 luglio 2007 come primo estratto dal secondo album in studio All the Lost Souls.

## Descrizione
Il brano è stato scritto da Mark Batson e James Blunt ed è stato ispirato dal panorama artistico di Ibiza, dove Blunt ha una casa. La canzone è stata remixata da Pete Tong e Dave Spoon e fa parte del loro Ibiza 2007 Remix Project; Tong ha cominciato a suonare il remix già da luglio 2007 al Pacha, il club che ha ispirato la canzone e che appunto aveva aperto nel 1973. Blunt ha dichiarato che la donna nominata più volte nel testo del brano, Simona, è una donna incontrata realmente nello stesso locale.
Il testo contiene riferimenti ad alcune canzoni popolari americane: As Time Goes By, scritta nel 1931 da Herman Hupfeld e resa popolare da Dooley Wilson che interpretava il personaggio di 'Sam' nel film del 1942 Casablanca; It's the Same Old Song, scritta dal trio di compositori Holland-Dozier-Holland e registrata nel 1965; Here We Go Again, resa popolare nel 1967 da Ray Charles e riproposta in duetto con Norah Jones in occasione dell'uscita postuma, nel 2005, dell'album capolavoro di Charles, Genius Loves Company; I Can See Clearly Now, scritta e registrata da Johnny Nash.

## Video musicale
Il video musicale, diretto da Paul R Brown, nel quale Blunt si muove in alcuni ambienti tipicamente anni settanta, riflette il tono nostalgico della canzone ed è stato girato negli Universal Backlots a Los Angeles.

## Tracce
CD1
1. 1973 – 4:44
2. Dear Katie – 2:20

CD2
1. 1973 – 4:44
2. Annie (Live from The Garden Shed) – 3:26
3. So Happy (Single Version) – 3:36
4. 1973 (CD-Rom Video) – 3:58

7"
- A.

1. 1973 – 4:44

- B.

1. So Happy – 3:36

Promo
1. 1973 (Radio Edit)

## Classifiche

### Classifiche settimanali
| Classifica (2007) | Posizione massima |
| ----------------- | ----------------- |
| Australia         | 11                |
| Austria           | 1                 |
| Belgio (Fiandre)  | 3                 |
| Belgio (Vallonia) | 1                 |
| Canada            | 13                |
| Danimarca         | 9                 |
| Europa            | 1                 |
| Finlandia         | 11                |
| Germania          | 2                 |
| Irlanda           | 5                 |
| Italia            | 2                 |
| Norvegia          | 7                 |
| Nuova Zelanda     | 9                 |
| Paesi Bassi       | 3                 |
| Polonia           | 3                 |
| Regno Unito       | 4                 |
| Repubblica Ceca   | 6                 |
| Romania           | 21                |
| Slovacchia        | 1                 |
| Stati Uniti       | 73                |
| Svezia            | 7                 |
| Svizzera          | 1                 |

### Classifiche di fine anno
| Classifica (2007) | Posizione |
| ----------------- | --------- |
| Australia         | 76        |
| Austria           | 18        |
| Belgio (Fiandre)  | 46        |
| Belgio (Vallonia) | 18        |
| Europa            | 13        |
| Germania          | 17        |
| Italia            | 24        |
| Paesi Bassi       | 23        |
| Regno Unito       | 52        |
| Svezia            | 73        |
| Svizzera          | 7         |
| Classifica (2008) | Posizione |
| Belgio (Vallonia) | 50        |
| Germania          | 97        |
| Svizzera          | 64        |